# ドロシー・バンディ
ドロシー・メイ・バンディ・チェイニー（Dorothy May Bundy Cheney, 1916年9月1日 - 2014年11月23日）は、アメリカ・カリフォルニア州ロサンゼルス出身の女子テニス選手。1938年の全豪選手権女子シングルス優勝者で、アメリカ人の女子選手として最初の全豪優勝者になった人である。両親ともテニスの名選手という家庭に生まれ育ち、自らも傑出したテニス・チャンピオンに成長した彼女は、テニス経歴の長さでも傑出した実績を残している。“Dodo”（ドド）の愛称でも呼ばれ親しまれた。

## 来歴
彼女の両親は、母親が国際テニス殿堂入りしたメイ・サットン（1886年 - 1975年）で、父親のトーマス・バンディ（1881年 - 1945年）は全米選手権の男子ダブルスでモーリス・マクローリン（1890年 - 1957年）と組んで1912年-1914年に3連覇を達成した人である。両親は1912年に結婚し、4年後の1916年9月1日にひとり娘のドロシーが生まれた。ドロシーは早くから叔母のフローレンス・サットンにテニスを習い、両親譲りの技能を伸ばしていく。1936年に20歳で全米女子テニスランキングのトップ10に入り、全米選手権に初出場。翌1937年の全米選手権で、ドロシーは準々決勝で前年度優勝者のアリス・マーブルを破る勝利を挙げたが、続く準決勝でアニタ・リザナ（チリ）に敗退した。1938年、ドロシー・バンディは初めてオーストラリアに遠征し、唯一の全豪選手権出場で女子シングルス・女子ダブルスの2部門に決勝進出を果たす。バンディは女子シングルス決勝でドロシー・スティーブンソン（オーストラリア）を 6-3, 6-2 で破り、全豪選手権の女子シングルスで最初のアメリカ人優勝者に輝いた。女子ダブルス決勝では、バンディはドロシー・ワークマンとペアを組み、ナンシー・ウィン＆テルマ・コイン組に敗れて準優勝になった。全豪選手権で優勝した年、彼女はウィンブルドン選手権にも初遠征したが、4回戦で第7シードのサラ・ファビアンに敗れた。
1939年9月に勃発した第2次世界大戦の影響で、全米選手権を除くテニス4大大会は開催が中止されたが、全米選手権だけは戦時中も続行された。バンディは戦時中の全米選手権にも出場し、1940年に女子ダブルス・混合ダブルスの2部門で決勝に進出したが、2部門とも準優勝で止まった。パートナーは女子ダブルスがマージョリー・グラッドマン・バン・リン（ジョン・バン・リンの夫人）で、混合ダブルスはジャック・クレーマーであった。全米選手権では、1941年にも女子ダブルス準優勝、1944年に混合ダブルス準優勝がある。活動が全米選手権に制約されていた間、バンディはロリンズ大学に通った。
1945年に第2次世界大戦が終結し、テニス4大大会は1946年から再開された。ドロシー・バンディは1946年の全仏選手権とウィンブルドン選手権に出場し、両方の大会で女子シングルス・ベスト4、混合ダブルス準優勝の成績を挙げた。女子シングルスでは、バンディは両方とも準決勝でポーリーン・ベッツに連敗している。混合ダブルスのパートナーは、全仏選手権が同じアメリカのトム・ブラウンで、ウィンブルドン選手権はオーストラリアのジェフ・ブラウンであった。しかし、帰国後の全米選手権ではシングルス1回戦敗退に終わった。その後、バンディは全仏選手権やウィンブルドン選手権に出場しなかった。この年、ドロシーはパイロットのアート・チェイニー（Art Cheney）と結婚した。
1957年から、ドロシー・バンディ・チェイニーは女子テニスのシニア・トーナメントに出場し始める。全米女子シニア・ハードコート大会の40歳以上の部において、彼女は1957年から1969年まで13連覇を達成した。シニア・トーナメントは年齢に応じて分類されるが、チェイニーはすべての年齢の部門でタイトルを積み重ね、最近でも85歳以上の部で10個のタイトル（シングルス・ダブルスを含む）を取っている。シニア女子テニスへの貢献度を評価され、ドロシー・チェイニーは2004年に88歳で国際テニス殿堂入りを果たした。ドロシーは母親のメイ・サットンに続く「親子2代での国際テニス殿堂入り」を成し遂げたが、これはテニス史上初の偉業となった。同じ年に殿堂入りした選手は、シュテフィ・グラフとステファン・エドベリがいる。
本記事の外部リンクにある2003年8月31日付「ボストン・グローブ」紙の記事では、国際テニス殿堂入りの前年、87歳のチーニーがボストン市内にある「ロングウッド・クリケットクラブ」で「全米スーパーシニアテニス選手権」に参加した様子が記述されている。
2014年11月23日、カリフォルニア州で死去。98歳没。

## 主な成績
- 全豪選手権　1938年：女子シングルス優勝／女子ダブルス準優勝　［唯一の全豪選手権出場］
- 全仏選手権　1946年：女子シングルス・ベスト4／混合ダブルス準優勝
- ウィンブルドン選手権　1946年：女子シングルス・ベスト4／混合ダブルス準優勝
- 全米選手権　女子ダブルス準優勝2度：1940年・1941年／混合ダブルス準優勝2度：1940年・1944年